# 宇宙広告

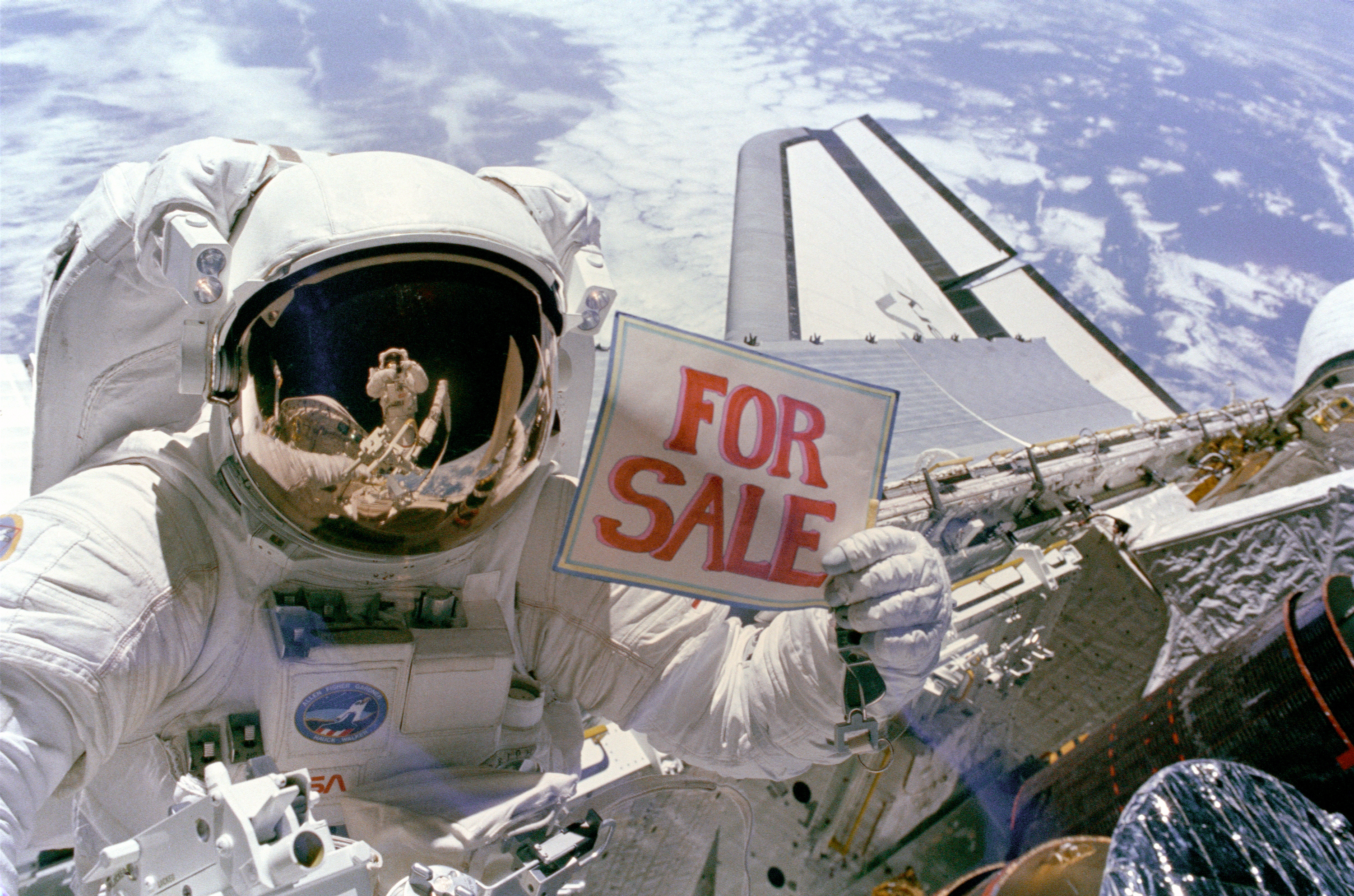
宇宙遊泳中に回収済みの人工衛星におどけて販売広告を掲げるNASAの宇宙飛行士

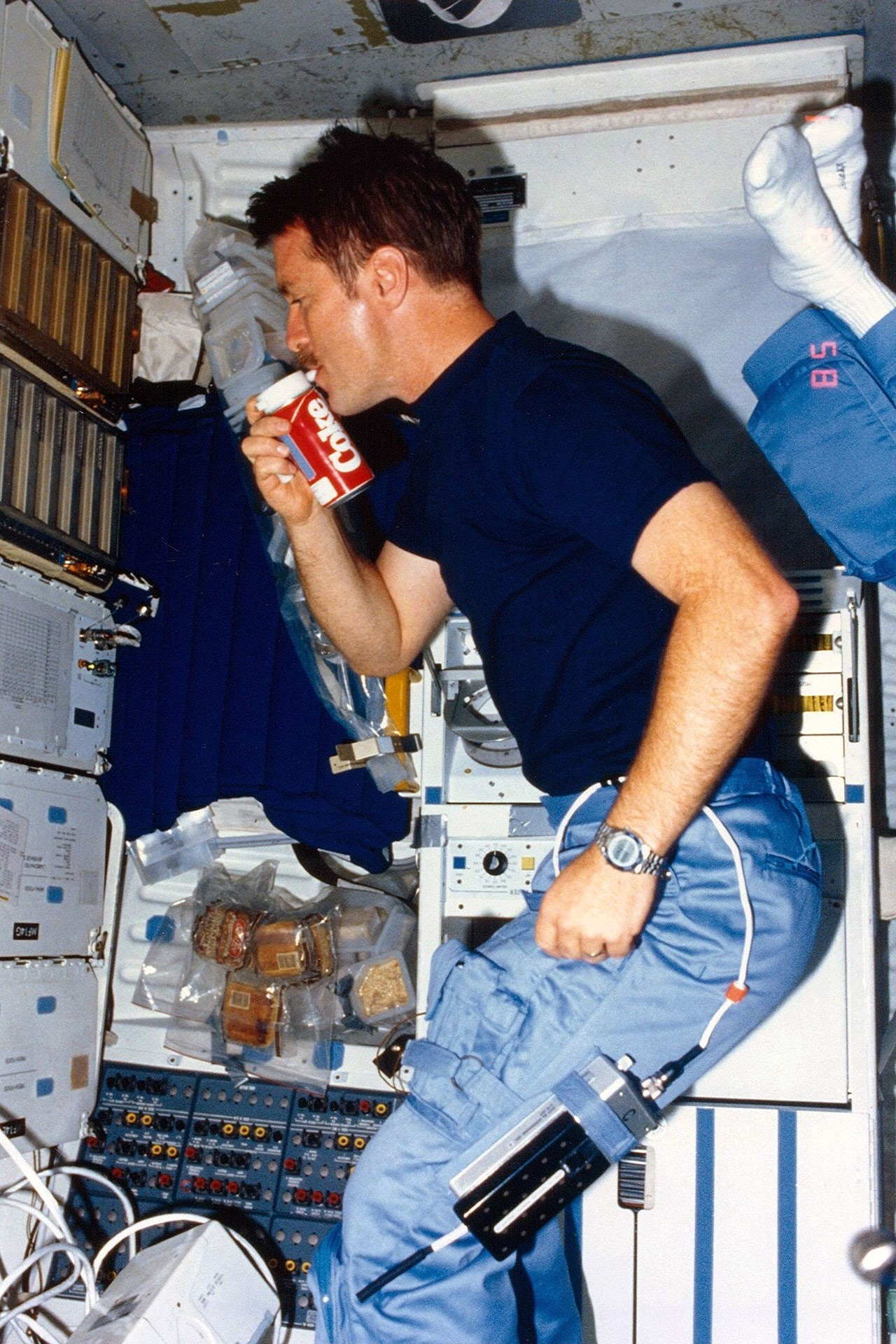
テレビに露出することをふまえたミッション中のプロダクト・プレイスメントも宇宙広告の一種である

宇宙広告（うちゅうこうこく、英表記:Space advertising）とは大気圏外や宇宙飛行に関わる空間に広告を使用することである。販売促進キャンペーンとして成功した例は数えるほどしかないが、提案段階まで進んだ宇宙に広告を設置するというアイディアはいくつも存在し、過去には地球からも目視可能な巨大なビルボードを打ち上げるという計画さえ立てられている。しかしこうした冒険的な事業には「押しつけ型宇宙広告」(Obtrusive space advertising )という言葉も使われる。

## 宇宙広告の試み
アメリカのスペース･マーケティング社は1993年に1 km²の照明看板を低軌道に打ち上げ、地球から目視が可能な「スペース・ビルボード」を提唱した。この広告はマイラー（ポリエステルフィルム）でつくられる予定であり、おおまかにいって地上から見える月と同程度の大きさと明るさを持つとされていた。しかし計算上はスペースデブリの衝突をおよそ10,000回受けることになり、十分な資金提供を得ることも難しいため結局この計画はそれ以上進展しなかった。
宇宙空間で撮影された最初のコマーシャルはイスラエルのトヌヴァ社（Tnuva）による牛乳の広告だった。これは1997年に宇宙ステーション「ミール」の外で撮られたものである。
ファストフード業界の風変わりな広告には、二度にわたる宇宙飛行を利用したピザハットのマーケティング戦略がある。2001年に国際宇宙ステーションへ真空パックした食事を届けた彼らは、つまり初めてピザを宇宙にデリバリーしたことになるし、その一年前にはズヴェズダを打ち上げた無人のプロトンロケットの脇に9 mのピザハットのロゴを掲載する契約を結んだ。それにコダック社が続き、大気圏外での耐久性をテストするため国際宇宙ステーションの外側に使われた素材に有償で会社のロゴとスローガンを載せた。
Google Lunar XPRIZEに参加しているホワイトレーベルスペース（HAKUTO）はこの宇宙広告によって、つまり複数の世界的ブランドからのスポンサー契約という形で月面でのミッションのための資金獲得を目指している。

## 立法化
1993年、アメリカ下院議員のエド・マーキーはスペース･ビルボード計画を視野に宇宙においてアメリカの全広告を禁止する法案を提出した。この法律案は合衆国法典第49編70102条により過剰な(obtrusive)広告のみを対象とするものに修正され、ロケットの外装や宇宙飛行士の被服にロゴを配するスポンサー契約は許容されることになり、2005年5月から連邦航空局 (FAA) がこの法律の執行に責任を持つ組織となった。
ロシアもまた宇宙飛行に関しては先進国であるが、こちらは上述のように様々なミッションで広告活動を受け入れている。

## 批判
法が整備される以前から押しつけがましい宇宙広告の計画が報告されるたびに市民から非難の声があがっていた。宇宙飛行士にとっても視界が狭まったり、光害や電波雑音などの問題が起こることが早くから指摘されていた。外にでれば事実上どこにいようとも視界にはいるため、他の広告であればどんなものであれ「オフ」にしたり取り払うことが簡単にできるのに対して、宇宙広告は避けることが難しいことも大きな懸念となった。また長大な距離を隔てても視認できるということは、一国にだけ広告を見せるということはできないということでもある。

## フィクションと宇宙広告
宇宙と巨大な看板という道具立ては様々なSF小説や映画、テレビ番組などで使われてきた。シリーズもののアニメ「フューチュラマ」や、作家であればフレデリック・ブラウン（「狂った星座」）、ロバート・A・ハインライン（「月を売った男」）、アイザック・アシモフ（「木星買います」）などの小説が知られているが、たいていはコマーシャリズムの風刺として描かれている。